# Hennøya
Hennøya – wieś w zachodniej Norwegii, w okręgu Sogn og Fjordane, w gminie Bremanger. Miejscowość leży na południowym brzegu fiordu Frøysjøen. W pobliżu Hennøya leżą miejscowości: Vingelva i Berle. Od centrum administracyjnego gminy w Svelgen wieś dzieli odległość około 30 km. 
Hennøya nie posiada połączenia drogowego z innymi miejscowościami, jest tylko połączenie promowe - najbliższą miejscowością, do której kursuje prom jest Vingelva. 
W pobliżu miejscowości znajduje się wyspa Hennøya.